# Milo Baresa
Milo Baresa (Glain, 28 agosto 1943 – Seraing, 24 giugno 2019) è stato un calciatore belga, di ruolo centrocampista.

## Biografia
Aveva origini italiane.

## Carriera
Dopo aver precedentemente vestito la maglia del Seraing, nella stagione 1969-1970, nella stagione 1970-1971 e nella stagione 1971-1972 ha giocato nella prima divisione belga con la maglia del RFC Liegi, con cui ha totalizzato complessivamente 53 presenze e 2 reti in questa categoria.
Ha terminato prematuramente la sua carriera da calciatore nel corso della stagione 1971-1972 in seguito ad un grave incidente automobilistico, a causa del quale è diventato tetraplegico.